# Хорольский, Анатолий Иванович
Анатолий Иванович Хорольский — советский хозяйственный, государственный и политический деятель, Герой Социалистического Труда.

## Биография
Родился в 1930 году в Минске. Член КПСС с 1956 года.
С 1946 года — на хозяйственной, общественной и политической работе. В 1946—1991 гг. — ученик токаря на одном из предприятий Минска, токарь на Минском станкостроительном заводе имени С. М. Кирова, солдат Советской Армии, слесарь-токарь на Минском холодильнике № 2, токарь Минского завода электронно-вычислительных машин имени Г. К. Орджоникидзе Министерства радиопромышленности СССР.
Указом Президиума Верховного Совета СССР от 26 апреля 1971 года за выдающиеся заслуги в выполнении заданий пятилетнего плана 1966—1970 годов и организацию производства новой техники присвоено звание Героя Социалистического Труда с вручением ордена Ленина и золотой медали «Серп и Молот».
Делегат XXIV съезда КПСС.
Жил в городе Минске.